# Aspitates
Aspitates es un género de polilla de la familia Geometridae.

## Especies
- Aspitates aberrata (H. Edwards, 1884)
- Aspitates acuminaria (Eversmann, 1851)
- Aspitates albaria
- Aspitates collinaria (Holt-White, 1894)
- Aspitates conspersarius
- Aspitates forbesi
- Aspitates gilvaria (Denis & Schiffermüller, 1775)
- Aspitates ochrearia
- Aspitates orciferaria
- Aspitates stschurowskyi (Erschoff, 1874)
- Aspitates taylorae (Butler, 1893)